# Центральний контрагент
Центральний контрагент — юридична особа, яка провадить клірингову діяльність, набуває взаємні права та обов'язки сторін правочинів щодо цінних паперів, зобов'язання за якими допущені до клірингу, та стає покупцем для кожного продавця і продавцем для кожного покупця.

## Основні положення
Особами, які виконують функції центрального контрагента, є клірингові установи та Розрахунковий центр з обслуговування договорів на фінансових ринках.
Для забезпечення виконання зобов'язань, допущених до клірингу, центральний контрагент має право виступати учасником біржових торгів без ліцензії на провадження діяльності на фондовому ринку — діяльності з торгівлі цінними паперами.
Вимоги до достатності власних коштів особи, яка провадить клірингову діяльність та здійснює функції центрального контрагента, встановлюються Національною комісією з цінних паперів та фондового ринку.
Слова «центральний контрагент» та похідні від них дозволяється використовувати лише юридичним особам, які утворені та функціонують відповідно до вимог Закону України «Про ринки капіталу та організовані товарні ринки»
Національна комісія з цінних паперів та фондового ринку може встановлювати додаткові вимоги до особи, яка провадить клірингову діяльність та здійснює функції центрального контрагента.